# Castello di Frohsdorf

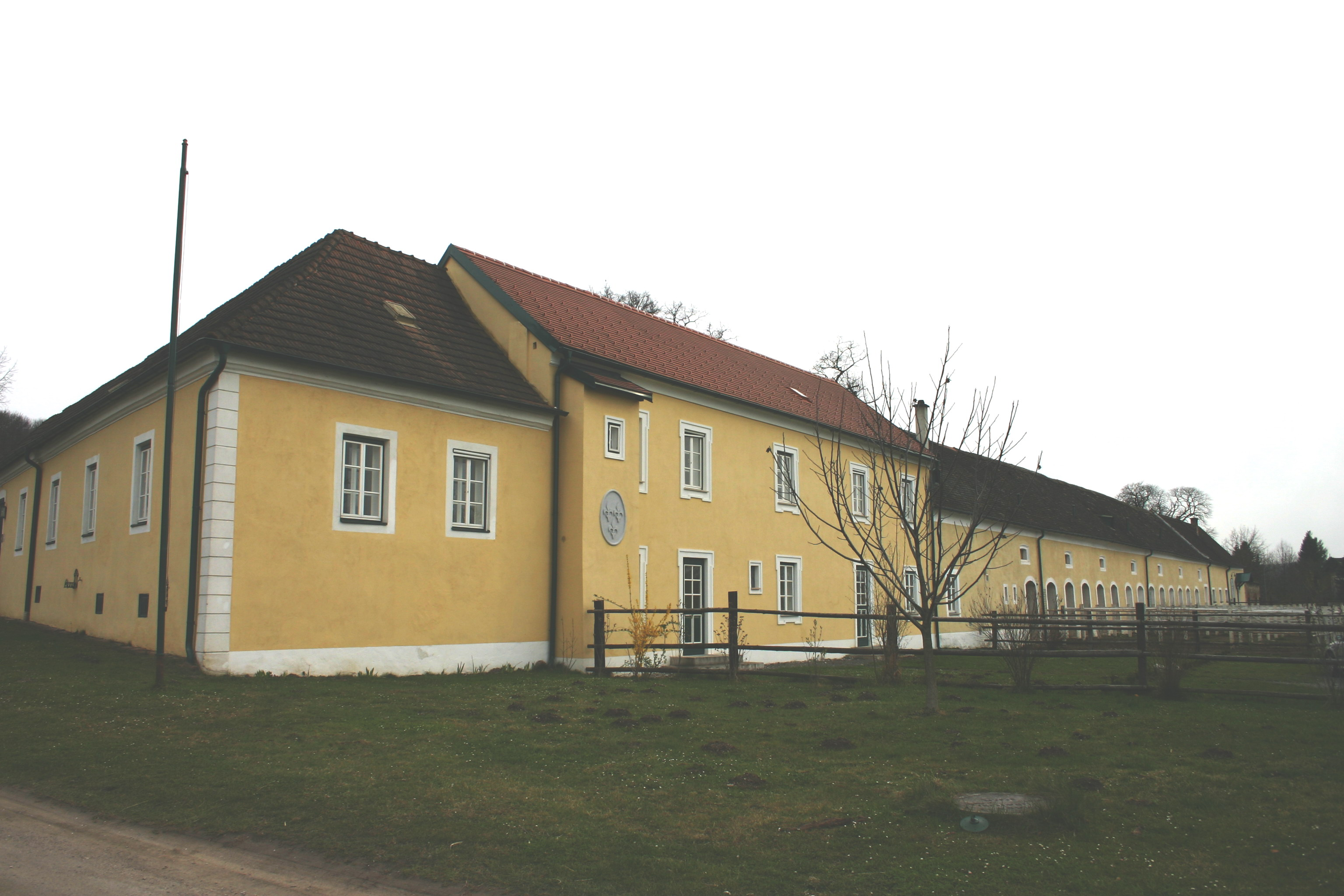
La dépendance

Il castello di Frohsdorf è un complesso residenziale che si trova a Lanzenkirchen in Bassa Austria.
Esso fu costruito fra il 1547 ed il 1550, sulle rovine del cosiddetto Krotenhof. Nel 1683 fu ampiamente modificato e ristrutturato in stile barocco.
Fu fortemente danneggiato dalle truppe sovietiche, che lo occuparono per qualche anno dopo la fine della seconda guerra mondiale.
Il palazzo fu poi restaurato tra il 1968 e il 1971 dall'azienda delle Poste Austriache, che ne aveva acquisito la proprietà alla metà degli anni '50 e che ancora lo possiede.

## Cronologia dei proprietari
- Dal 1570: Famiglia Teufel
- Dal 1690: Conte Francesco Carlo Hoyos (ristrutturazione su progetto di Fischer von Erlach)
- Dal 1740: Conte Giuseppe Filippo Hoyos
- Dal 1781: Conte Giovanni Filippo Hoyos
- Dal 1799: Conte Giovanni Ernesto Hoyos
- Dal 1817: Carolina Bonaparte, contessa di Lipona
- Dal 1828: Cavalier Alessandro Yermoloff
- Dal 1835:  Cavalier Michele Yermoloff
- Dal 1839: Duca Pietro Ludovico Giovanni Casimiro di Blacas d'Aulps
- Dal 1844: Maria-Teresa-Carlotta, duchessa d'Angoulême
- Dal 1851: Enrico, conte di Chambord
- Dal 1883: Maria Teresa, principessa di Modena
- Dal 1886: Carlo, duca di Madrid
- Dal 1909: Giacomo, duca di Madrid
- Dal 1931: Principessa Beatrice Massimo
- Dal 1941: Vendita alle Poste Tedesche
- Dal 1945: Occupazione delle truppe sovietiche
- Dal 1955: Acquisizione delle Poste Austriache